# Anisspindling
Anisspindling (Cortinarius odorifer) är en svampart som beskrevs av Britzelm. 1885. Anisspindling ingår i släktet Cortinarius och familjen spindlingar.  Arten är reproducerande i Sverige. Inga underarter finns listade i Catalogue of Life.

## Bildgalleri

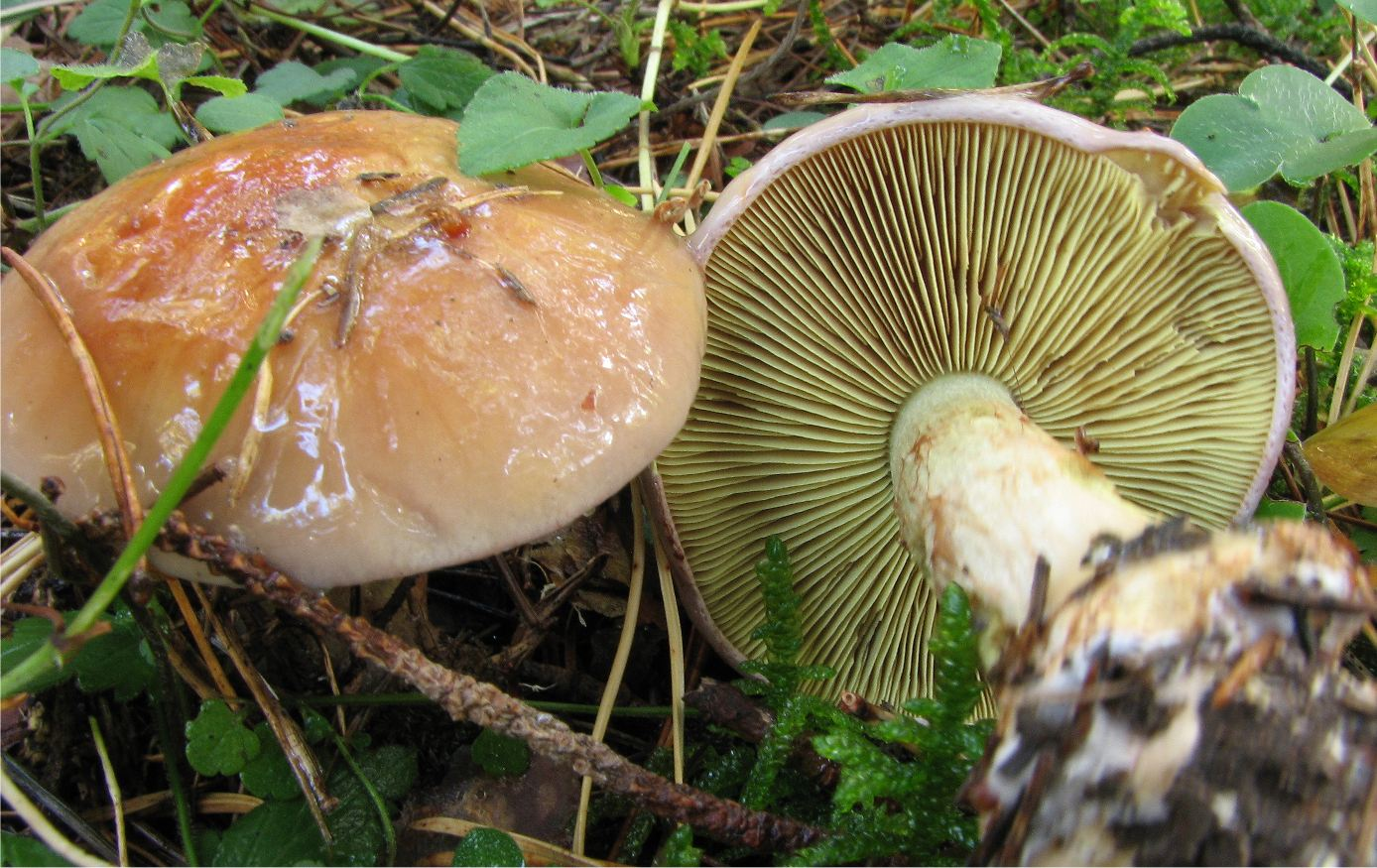
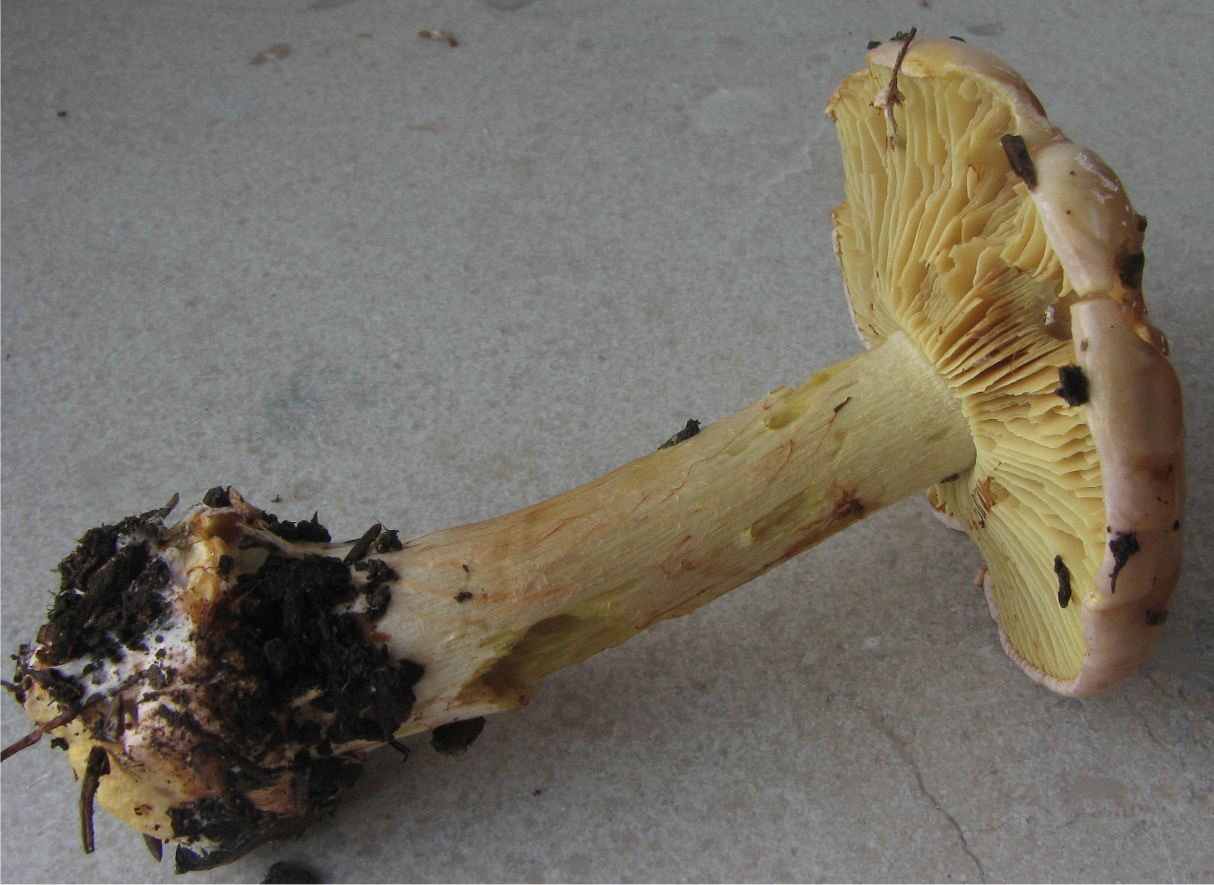
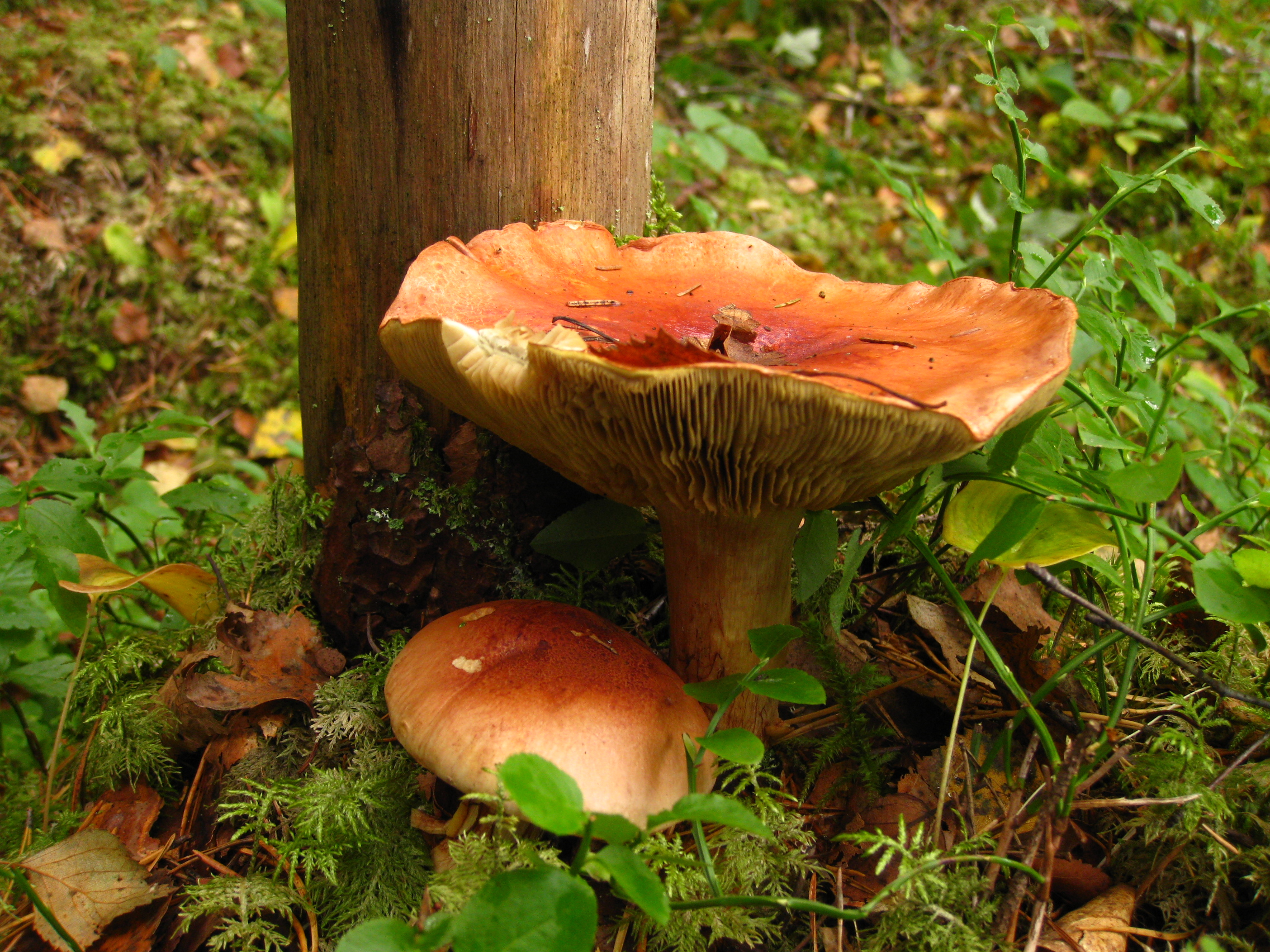